# Voyager 1
Voyager 1 – bezzałogowa sonda kosmiczna NASA, wystrzelona 5 września 1977 roku z Przylądka Canaveral na Florydzie w ramach programu Voyager. W roku 2024 sondę dzieliła od Ziemi odległość około 164 au i była ona najdalszym i ciągle działającym obiektem wysłanym w przestrzeń kosmiczną przez człowieka. Sygnał wysłany przez sondę w kierunku anten Deep Space Network potrzebował ponad 22 godzin na przebycie tej drogi.
Sondy Voyager wykorzystały technikę przyspieszania w polu grawitacyjnym mijanych planet, co pozwoliło na osiągnięcie dużych prędkości bez konieczności używania paliwa. Voyager 1, wystrzelony 16 dni później niż Voyager 2, wyprzedził swoją siostrzaną jednostkę i pierwszy dotarł do dalszych planet Układu Słonecznego. Asysty grawitacyjne uczyniły z niego najszybszy obiekt wysłany przez człowieka w kosmos.
Pierwotnym celem misji Voyagera 1 było zbadanie Jowisza i Saturna oraz ich księżyców. Po zakończeniu eksploracji planet, główne zadanie stanowi badanie krańcowych obszarów heliosfery oraz pomiar właściwości fizycznych przestrzeni międzygwiezdnej.
Od grudnia 2004 sonda znajdowała się w obszarze płaszcza Układu Słonecznego. W sierpniu 2012 roku Voyager 1, jako pierwsza sonda wykonana przez człowieka, przekroczył heliopauzę i znalazł się w przestrzeni międzygwiezdnej.
Przewiduje się, że zasilanie energią elektryczną pozwoli utrzymać funkcjonowanie sondy do około 2025 roku.

## Cele naukowe programu Voyager

### Misja główna
Głównym zadaniem misji obu sond Voyager była eksploracja układów Jowisza i Saturna. Po zakończonych sukcesem przelotach obok tych planet NASA wydała zgodę na przedłużenie misji sondy Voyager 2 do, kolejno, Urana i Neptuna.
Zadania wykonywane podczas przelotu obok każdej z mijanych planet obejmowały:
- zbadanie cyrkulacji, dynamiki, struktury i składu atmosfery planety,
- scharakteryzowanie morfologii, geologii i stanu fizycznego księżyców planety,
- wyznaczenie poprawionych wartości dla masy, rozmiarów i kształtu planety, jej księżyców i pierścieni,
- określenie struktury pola magnetycznego i scharakteryzowanie składu oraz dystrybucji uwięzionych w nim cząstek naładowanych i plazmy.

### Misja Międzygwiezdna
Eksploracja planet zakończyła się wraz z przelotem Voyagera 2 obok Neptuna w 1989 roku. Głównym celem przedłużonej misji sond Voyager jest rozszerzenie eksploracji Układu Słonecznego poza planety zewnętrzne, do krańcowych obszarów heliosfery i – po przekroczeniu heliopauzy – dotarcie do lokalnego ośrodka międzygwiazdowego.
Zadania naukowe wykonywane podczas tej fazy misji obejmują:
- charakteryzacja ewolucji wiatru słonecznego przy zwiększającej się odległości od Słońca,
- obserwacja zmienności cyklu słonecznego w odległym ośrodku międzyplanetarnym,
- zbadanie zmienności w ośrodku międzyplanetarnym na różnych szerokościach ekliptycznych,
- poszukiwanie promieni kosmicznych o niskiej energii,
- scharakteryzowanie mechanizmów przyspieszania cząstek i mechanizmów osiągania przez plazmę równowagi termodynamicznej w ośrodku międzyplanetarnym,
- poszukiwanie oznak obecności międzygwiazdowego wodoru i helu pochodzących z wiatru międzygwiazdowego,
- obserwacja i określenie charakterystyki szoku końcowego naddźwiękowego wiatru słonecznego,
- scharakteryzowanie poddźwiękowego wiatru słonecznego poza szokiem końcowym,
- obserwacja i określenie charakterystyki heliopauzy,
- scharakteryzowanie lokalnego ośrodka międzygwiazdowego i związanych z nim emisji radiowych,
- obserwacja emisji radiowych pochodzących ze Słońca i wiatru słonecznego,
- monitorowanie emisji promieniowania Słońca w zakresie skrajnego ultrafioletu,
- poszukiwanie gazu międzyplanetarnego i międzygwiazdowego.

## Konstrukcja sond Voyager

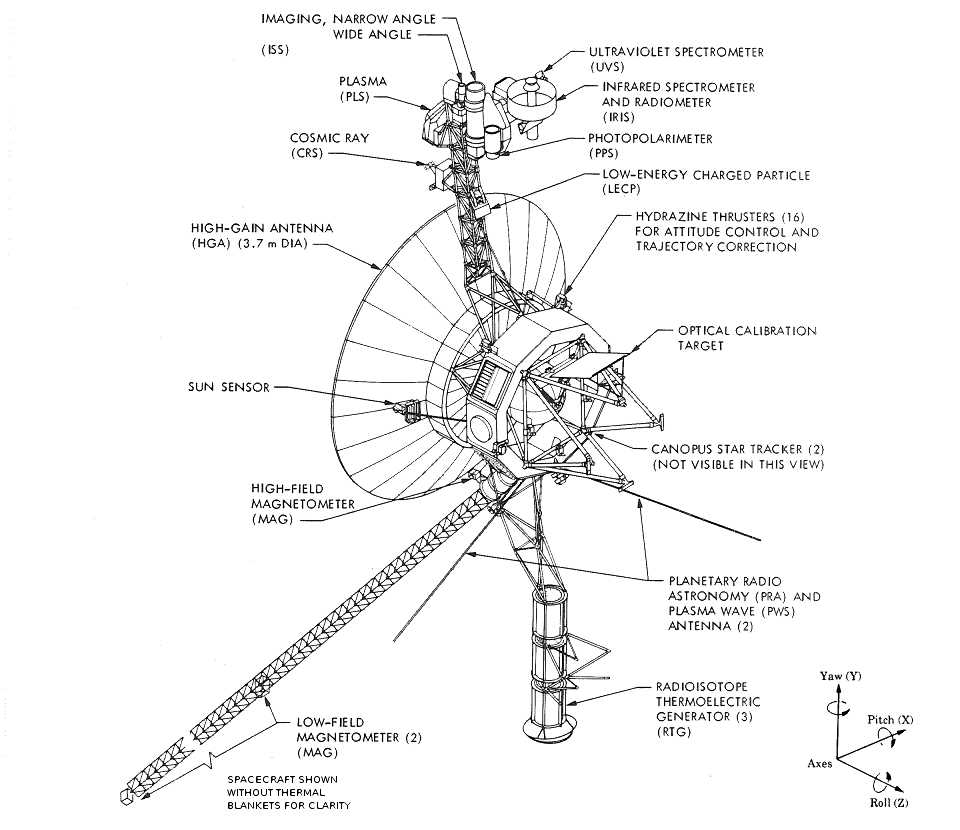
Schemat konstrukcji sondy Voyager

Obydwie sondy Voyager mają jednakową konstrukcję. Kadłub sondy ma kształt dziesięciobocznego pierścienia, o wysokości 47 cm i średnicy 1,78 m, otaczającego centralny zbiornik z hydrazyną. We wnętrzu kadłuba znajduje się wyposażenie elektroniczne, w tym komputery, rejestrator danych i nadajniki radiowe. Podstawowe urządzenia sondy zostały zdublowane. Do górnej powierzchni kadłuba zamontowana jest paraboliczna antena główna o wysokim zysku (HGA), mająca średnicę 3,66 m. Do kadłuba przymocowane są też trzy wysięgniki z dodatkowym wyposażeniem. Większość instrumentów naukowych umieszczono na wysięgniku naukowym o długości 2,5 m. Na jego końcu znajduje się ruchoma platforma skanująca, na której zamontowano kamery, fotopolarymetr, spektrometry oraz detektory plazmy i cząstek naładowanych. Instrumenty te mogły być dzięki temu precyzyjnie ustawiane w kierunku obserwowanych obiektów. Na oddzielnym wysięgniku o długości 13 m zostały zamontowane magnetometry. Na trzecim wysięgniku, umieszczonym po przeciwnej do wysięgnika naukowego stronie kadłuba, znajdują się radioizotopowe generatory termoelektryczne (RTG). Dwie prostopadłe anteny o długości 10 m służą do odbioru fal plazmowych i badań radioastronomicznych. Sonda jest stabilizowana trójosiowo, a antena wysokiego zysku jest zawsze skierowana ku Ziemi.
Sonda ma 70 kilobajtów pamięci komputerowej – nieco więcej niż komputery 8-bitowe jak Atari 65XE, dla porównania przeciętny smartfon w 2017 roku miał ponad 14000 razy więcej pamięci, co pokazuje jak rozwinęła się technika w czasie działania sondy. Do wysłania sygnału na Ziemię sonda potrzebuje zasilania o mocy 22 W, a prędkość transmisji aktualnie wynosi 160 bitów na sekundę (w 2021 roku).

### Zasilanie w energię

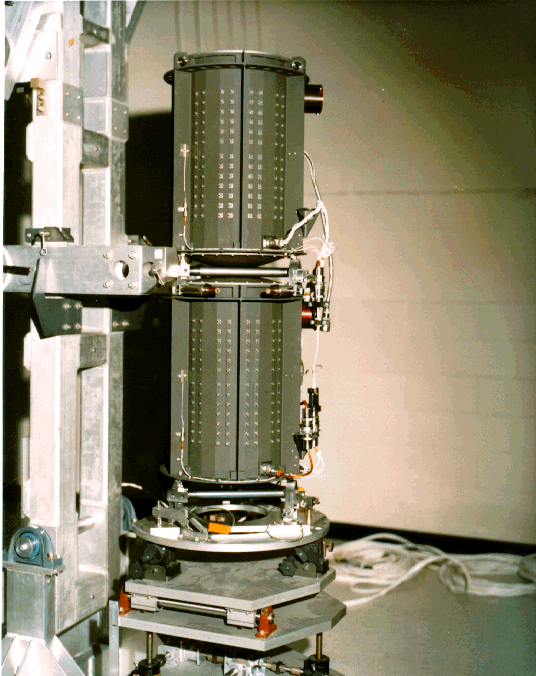
Dwa radioizotopowe generatory termoelektryczne (MHW-RTG ang. Multi Hundred Watt Radioisotope Thermoelectric Generators

Energia elektryczna dostarczana jest przez trzy radioizotopowe generatory termoelektryczne (MHW-RTG). Każdy generator ma 50,8 cm długości, 40,6 cm średnicy, masę 39 kg i zawiera dwutlenek plutonu-238 (238PuO2) w postaci 24 sprasowanych sfer. Osłona zbudowana jest z berylu, wykorzystując jego wytrzymałość mechaniczną, dobre przewodnictwo ciepła i niewielką masę. Na niej zamontowanych jest 312 termopar krzemowo-germanowych. Układ ten zaizolowany jest 60 warstwami folii molibdenowej przekładanych warstwami materiału wykonanego z krzemionki. Ponadto, aby zapobiec sublimacji, elementy generatora pokryte są cienką warstwą azotku krzemu, Si
3N
4. Na początku misji generatory wytwarzały napięcie stałe o wartości 30 V i łącznej mocy około 475 W. Dostarczana energia zmniejsza się z czasem z powodu rozpadu radioaktywnego plutonu i degradacji elementów ogniw termoelektrycznych.
Tempo spadku mocy wynosi średnio około 4,3 W rocznie, co zmusza do stopniowego wyłączania mniej kluczowych systemów pokładowych i instrumentów naukowych. W styczniu 2015 roku generatory sondy Voyager 1 wytwarzały energię o mocy 254,6 W, a generatory Voyagera 2 energię o mocy 255,8 W.

### Łączność
Łączność z sondami utrzymywana jest głównie za pośrednictwem anteny o wysokim zysku (High-Gain Antenna, HGA) o średnicy 3,66 m. Kąt połowy mocy HGA dla pasma X wynosi 0,5°, a dla pasma S 2,3°. Na strukturze nośnej HGA zamontowana jest także antena o niskim zysku (LGA), która używana była sporadycznie podczas niektórych manewrów i w razie problemów z utrzymaniem łączności. Każda sonda ma dwa transpondery (główny i zapasowy). Każdy z transponderów zawiera nadajniki pracujące w paśmie S (2295 MHz) i w paśmie X (8418 MHz) oraz odbiornik w paśmie S (2113 MHz). Voyagery były pierwszymi sondami, które używały pasma X jako głównej częstotliwości nadawczej. Nadajnik w paśmie S mógł pracować z mocą 9,4 W oraz 28,3 W, natomiast nadajnik w paśmie X z mocą 12 W oraz 21,3 W.
Dane mogą być magazynowane na pokładzie sond, do późniejszej transmisji na Ziemię, przy użyciu cyfrowego napędu taśmowego (Digital Tape Recorder) zapisującego na ośmiu ścieżkach z maksymalną szybkością 115,2 kilobitów na sekundę. Pojemność taśmy wynosi 536 megabitów, co jest równoważne zapisowi 96 zdjęć z kamer sondy.
Na Ziemi łączność z sondą utrzymywana jest przy użyciu sieci Deep Space Network (DSN) z antenami o średnicach 34 i 70 m, rozmieszczonymi w trzech kompleksach – w okolicy Madrytu w Hiszpanii, Canberry w Australii i Goldstone (w pobliżu Barstow) w Kalifornii.
Dane naukowe mogły być transmitowane w paśmie X z maksymalną szybkością 115,2 kb/s (przy Jowiszu). Możliwa do uzyskania szybkość przekazu maleje wraz ze wzrostem odległości sond od Ziemi – przy Saturnie wynosiła 44,8 kb/s, przy Uranie i Neptunie (Voyager 2) 21,6 kb/s. Podczas obecnej fazy misji Voyager (Misja Międzygwiezdna) dane typowo przesyłane są z sond w paśmie X w czasie rzeczywistym, z szybkością 160 b/s i odbierane przez anteny DSN o średnicy 34 m. Dane z szerokopasmowego odbiornika fal plazmowych o wysokim tempie zapisu (115,2 kb/s) na pokładzie Voyagera 1 są okresowo zapisywane na taśmie i co około pół roku przesyłane z szybkością 1,4 kb/s, co wymaga odbioru przez 70-metrową antenę DSN. Ponieważ dane z tego instrumentu na pokładzie Voyagera 2 nie są już dłużej użyteczne, pamięć taśmowa na jego pokładzie została w 2007 roku wyłączona.
Instrukcje ze stacji naziemnych są przesyłane do sond w paśmie S z szybkością 16 bitów na sekundę.

### Systemy sterowania
Konstrukcja sond umożliwia ich funkcjonowanie w stopniu wysoce autonomicznym. Na pokładzie znajdują się trzy połączone ze sobą systemy komputerowe, każdy złożony z dwóch komputerów – głównego i zapasowego:
- Computer Command Subsystem (CCS) – główne komputery sterujące sondy. CCS jest odpowiedzialny za utrzymywanie łączności z Ziemią, przetwarza i wykonuje instrukcje sterujące pracą instrumentów naukowych i innych systemów sondy. Zawiera algorytmy rozpoznające nieprawidłowości w funkcjonowaniu sondy i zapewniające ochronę przed ich skutkami.
- Attitude and Articulation Control Subsystem (AACS) – odpowiedzialny za kontrolę położenia sondy. AACS utrzymuje antenę wysokiego zysku w pozycji skierowanej w kierunku Ziemi, steruje manewrami korekcyjnymi oraz ruchami platformy skanującej.

Do kontroli położenia wykorzystywane są trzy żyroskopy (używane jedynie przez krótki czas, do kilku godzin, podczas niektórych manewrów) oraz czujniki Słońca (Sun Sensor) i gwiazd (Canopus Star Tracker). Sterowany przez AACS system napędowy składa się z 16 silników o ciągu 0,889 N każdy. Cztery służą do wykonywania manewrów korekcji trajektorii, pozostałe służące do stabilizacji położenia sondy podzielono na dwa zestawy po 6 silników. Materiał pędny stanowi hydrazyna, której początkowy zapas wynosił 90 kg. W styczniu 2015 roku na pokładzie Voyagera 1 pozostało 17,38 kg, a Voyager 2 miał zapas 25,27 kg hydrazyny.
- Flight Data Subsystem (FDS) – kontroluje pracę instrumentów naukowych, zbiera i formatuje dane naukowe i inżynieryjne przeznaczone do transmisji na Ziemię oraz koduje i wykonuje kompresję tych danych.

## Instrumenty naukowe
Na pokładzie każdej z sond Voyager zostało zainstalowanych 10 instrumentów naukowych. Instrumenty te, oraz system telekomunikacyjny sond, posłużyły do przeprowadzenia 11 eksperymentów:
| Eksperyment | Konstrukcja instrumentu - Kierownik (Principal Investigator) | Zadania |
| --- | --- | --- |
| Imaging Science Subsystem (ISS): Narrow Angle Camera (ISS-NA) – kamera wąskokątna Wide Angle Camera (ISS-WA) – kamera szerokokątna | Dwie kamery, każda zaopatrzona w detektor widikonowy z siarczku selenu o rozdzielczości 800 × 800 pikseli i osiem filtrów barwnych; obserwacje w zakresie długości fal 280–640 nm: - ISS-NA – optykę stanowi teleskop Cassegraina o ogniskowej 1500 mm, f/8.5, aperturze 176,5 mm i polu widzenia 7,5 × 7,5 mrad; - ISS-WA – układ Petzvala o ogniskowej 201 mm, f/3.5, aperturze 57 mm i polu widzenia 55,6 × 55,6 mrad. Masa: 38,17 kg. - Bradford A. Smith z University of Arizona w Tucson | Obserwacja cyrkulacji atmosfer planetarnych; określenie prędkości wiatrów i struktury chmur; określenie ogólnej charakterystyki księżyców, ich struktury geologicznej i właściwości powierzchni; określenie struktury i właściwości pierścieni; poszukiwanie nowych księżyców i pierścieni; pomoc w interpretacji danych z innych eksperymentów; nawigacja optyczna. |
| Photopolarimeter Subsystem (PPS) – fotopolarymetr                                                                                  | Teleskop Cassegraina o aperturze 15 cm, zestaw filtrów polaryzacyjnych i filtrów barwnych oraz z fotopowielacz; pomiary intensywności i polaryzacji liniowej światła rozproszonego w zakresie długości fal 235–750 nm. Masa: 2,55 kg. - Arthur Lonne Lane z NASA Jet Propulsion Laboratory w Pasadenie | Określenie właściwości fizycznych cząsteczek aerozoli atmosferycznych; tekstury i budowy powierzchni księżyców; pomiar gęstości, składu i rozmiaru cząstek tworzących pierścienie; obserwacja struktury pierścieni podczas okultacji gwiazd; poszukiwanie wyładowań atmosferycznych i aktywności zorzowej.                                                           |
| Infrared Radiometer Interferometer and Spectrometer (IRIS) – spektrometr i radiometr podczerwieni                                  | Dwa detektory korzystające ze wspólnego teleskopu Cassegraina o aperturze 50,8 cm, ogniskowej 303,5 cm i polu widzenia 0,25°: - interferometr Michelsona wykonywał pomiary w zakresie długości fal 4–55 μm; - jednokanałowy radiometr prowadził pomiary w zakresie 0,33–2 μm. Masa: 19,47 kg. - Rudolf A. Hanel z NASA Goddard Space Flight Center w Greenbelt, Maryland | Określenie składu atmosfer, w tym stosunku wodoru do helu; otrzymanie wertykalnych profili temperatury atmosfer; badanie składu, właściwości termicznych i rozmiaru cząstek tworzących pierścienie; określenie temperatury, składu i struktury powierzchni księżyców; pomiary globalnego i lokalnego bilansu energetycznego.                                         |
| Ultraviolet Spectrometer (UVS) – spektrometr ultrafioletu                                                                          | Spektrometr z kolimatorem mechanicznym; obserwacje w zakresie długości fal 53,5 – 170,2 nm (51,3 – 168,0 nm w sondzie Voyager 2). Masa: 4,49 kg. - A. Lyle Broadfoot z University of Southern California w Los Angeles | Określenie składu, struktury i własności rozpraszających atmosfer; obserwacje otoczki wodorowej planet i księżyców; badanie własności pierścieni i aktywności zorzowej; astronomia gwiazdowa. |
| Plasma Subsystem (PLS) – detektor plazmy                                                                                           | Dwa detektory o konstrukcji złożonej z puszek Faradaya: jeden skierowany w kierunku Ziemi, drugi skierowany pod kątem prostym do pierwszego; pomiary elektronów i jonów w zakresie energii 10–5950 eV (dla He++ 20–11900 eV). Masa: 9,9 kg. - John D. Richardson z Massachusetts Institute of Technology w Cambridge, Massachusetts | Określenie właściwości wiatru słonecznego i jego interakcji z planetami; badanie źródeł, właściwości i morfologii plazmy magnetosferycznej planet oraz jej interakcji z księżycami; badanie szoku końcowego, heliopauzy i przestrzeni międzygwiezdnej. |
| Low-Energy Charged Particle Subsystem (LECP) – detektor cząstek naładowanych o niskiej energii                                     | Dwa zespoły detektorów umieszczonych na obrotowej platformie: - Low Energy Magnetospheric Particle Analyzer (LEMPA) – pomiary w zakresie 10 keV – >11 MeV dla elektronów i 15 keV – ≥150 MeV dla protonów i cięższych jonów; - Low Energy Particle Teleskop (LEPT) – pomiary w zakresie od 0,05 do 300–500 MeV/nukleon. Masa: 7,47 kg. - Stamatios M. Krimigis z Applied Physics Laboratory w Johns Hopkins University w Laurel, Maryland                                                      | Pomiary galaktycznych promieni kosmicznych, cząstek energetycznych pochodzenia słonecznego i planetarnego. |
| Cosmic-Ray Subsystem (CRS) – detektor promieniowania kosmicznego                                                                   | Trzy zespoły detektorów wykonujące pomiary w zakresie energii: - High Energy Telescope System (HETS) – 6–500 MeV/nukleon i elektrony w zakresie 3–110 MeV - Low Energy Telescope System (LETS) – 0,15–30 MeV/nukleon - Electron Telescope (TET) – elektrony w zakresie 5–110MeV. Masa: 7,52 kg. - Edward C. Stone z California Institute of Technology w Pasadenie | Pomiary galaktycznych promieni kosmicznych, procesów przyspieszania cząstek w przestrzeni międzyplanetarnej, elektronów pochodzących z Jowisza oraz składu cząstek w magnetosferach planetarnych. |
| Magnetometer (MAG) – magnetometr                                                                                                   | Cztery trójosiowe magnetometry transduktorowe (dwa dla słabych pól i dwa dla silnych pól); pomiary pól magnetycznych w zakresie 0,02 nT – 2·106 nT. Masa: 5,6 kg. - Norman F. Ness z Bartol Research Institute w University of Delaware w Newark, Delaware | Pomiary międzyplanetarnego pola magnetycznego, planetarnych pól magnetycznych, struktury magnetosfer planetarnych i ich interakcji z wiatrem słonecznym, księżycami i pierścieniami. |
| Plasma Wave Subsystem (PWS) – odbiornik fal plazmowych                                                                             | 16-kanałowy analizator spektralny w zakresie 10 Hz – 56,2 kHz i szerokopasmowy odbiornik falowy w zakresie 40 Hz – 12 kHz; dwie anteny (wspólne z PRA) użyte jako antena dipolowa o efektywnej długości 7 m. Masa: 1,37 kg. - Donald A. Gurnett z University of Iowa w Iowa City | Pomiary fal plazmowych i fal radiowych o niskiej częstotliwości; badanie struktury heliosfery, magnetosfer planetarnych i ich interakcji z wiatrem słonecznym; pomiar gęstości elektronów, wyładowań atmosferycznych i uderzeń cząstek pyłowych. |
| Planetary Radio Astronomy (PRA) – odbiornik radioastronomiczny                                                                     | Odbiornik radiowy w pasmach 20,4 kHz – 1300 kHz i 2,3–40,5 MHz; dwie 10-metrowe anteny monopolowe. Masa: 7,7 kg. - James W. Warwick z University of Colorado w Boulder | Obserwacje emisji radiowych pochodzących z planet i planetarnych pól magnetycznych; pomiar rezonansów plazmowych; obserwacja wyładowań atmosferycznych. |
| Radio Science Subsystem (RSS) – instrument radiowy                                                                                 | System telekomunikacyjny sondy: transpondery w paśmie X i paśmie S, ultrastabilny oscylator. Masa: 44,0 kg. - G. Leonard Tyler ze Stanford University w Stanford, Kalifornia | Określenie własności atmosfer i jonosfer, struktury pierścieni; pomiar masy i gęstości planet i księżyców; testy ogólnej teorii względności. |

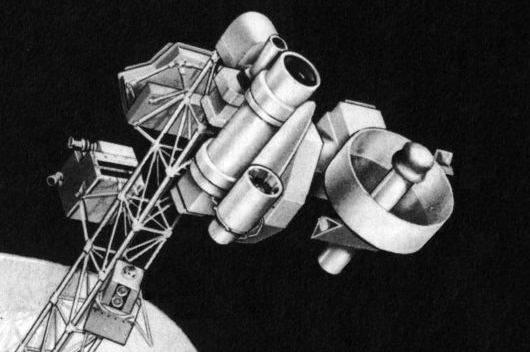
Platforma skanująca z zainstalowanymi instrumentami

Fotopolarymetr na pokładzie sondy Voyager 1 uległ awarii przed przelotem obok Jowisza i zebrane przez niego dane nie były analizowane.
Detektor plazmy PLS w listopadzie 1980 roku, wkrótce po minięciu przez sondę Saturna, uległ poważnej awarii, która znacznie ograniczyła jego zdolności obserwacyjne i utrudniła prowadzenie badań wiatru słonecznego. Instrument ten został wyłączony 1 lutego 2007.
Z powodu spadku wytwarzanej energii elektrycznej, po zakończeniu fazy badania planet, kolejno wyłączane są niektóre instrumenty naukowe sondy. W pierwszej kolejności zostały wyłączone wszystkie instrumenty znajdujące się na platformie skanującej, z wyjątkiem spektrometru ultrafioletu (UVS). UVS kontynuował zbieranie danych, chociaż bez możliwości skanowania, do 2010 roku. Pod koniec tego roku miał on także zostać wyłączony (według planu z połowy 2010 roku).
Odbiornik radiowy PRA został wyłączony 15 stycznia 2008.

## Golden Record
Do kadłuba każdej z sond Voyager przymocowana jest 12-calowa płyta gramofonowa wykonana z pozłacanej miedzi. Zapisane są na niej pozdrowienia wypowiadane w 55 językach (w tym polskim), muzyka, dźwięki i obrazy przedstawiające różnorodność życia i kultury na Ziemi.

## Przebieg misji

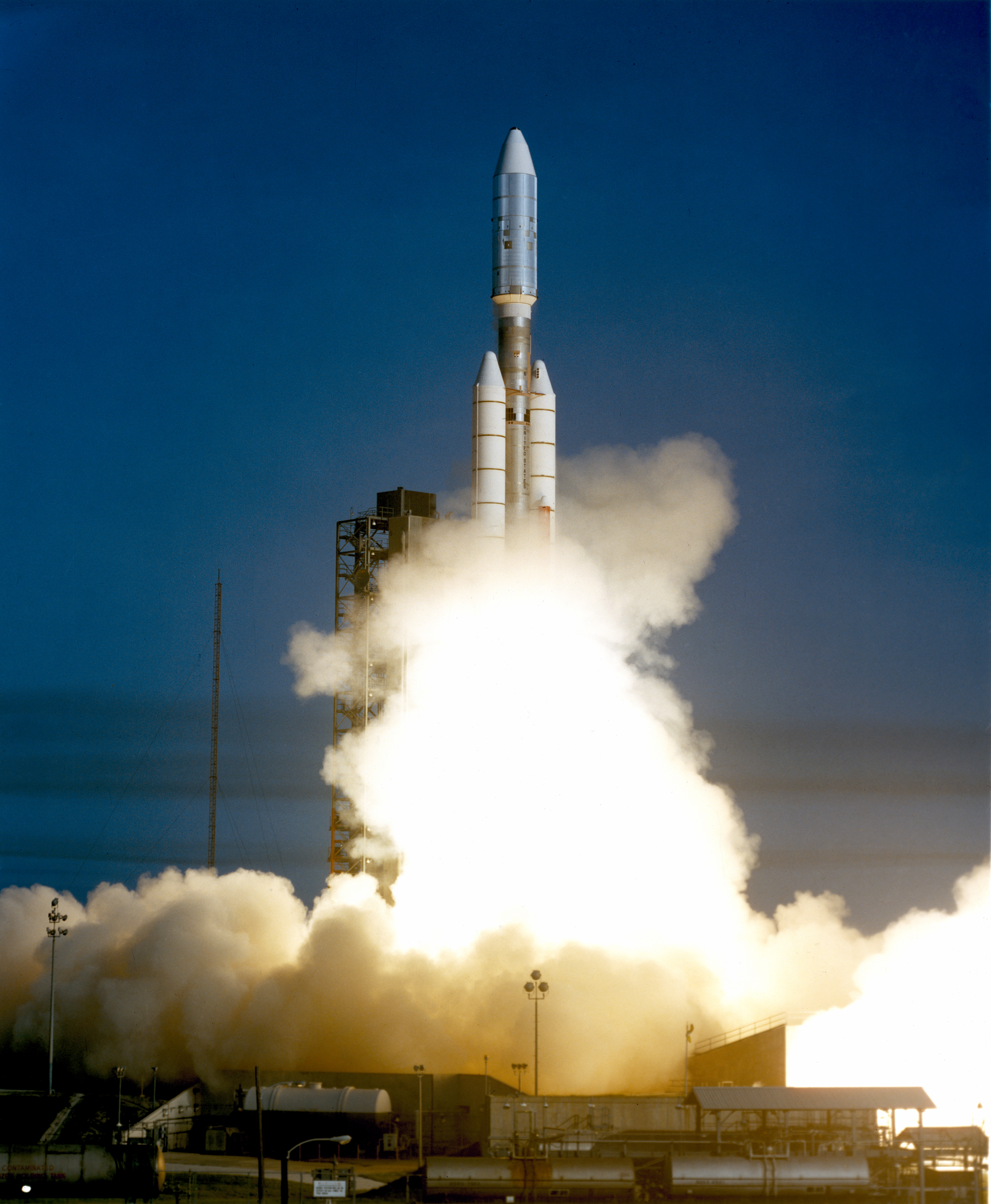
Start sondy Voyager 1

Start sondy Voyager 1 nastąpił 5 września 1977 roku. Najpotężniejsza wówczas amerykańska rakieta nośna Titan IIIE-Centaur z dodatkowym stopniem napędzanym stałym materiałem pędnym wyniosła sondę na prowadzącą ku Jowiszowi orbitę o peryhelium wynoszącym 1,0 au i aphelium 8,9 au. Początek misji został opóźniony o 5 dni, w celu dokonania kontroli i wprowadzenia modyfikacji niektórych elementów sondy i jej oprogramowania, dla uniknięcia problemów, które napotkano podczas aktywacji wystrzelonej wcześniej sondy Voyager 2.
18 września, znajdując się w odległości 11,66 mln km, sonda skierowała platformę skanującą w kierunku Ziemi i wykonała pierwszą w historii fotografię, na której widoczne były razem pełne dyski Ziemi i Księżyca.
15 grudnia 1977 roku znajdując się w odległości 124 mln km od Ziemi, Voyager 1 prześcignął poruszającą się wolniej sondę Voyager 2. W tym momencie wzajemna odległość między sondami wynosiła 17 mln km.
23 lutego 1978 roku doszło do zacięcia platformy skanującej, jednak awaria ta ustąpiła po przeprowadzeniu testów jej ruchomości.

### Jowisz

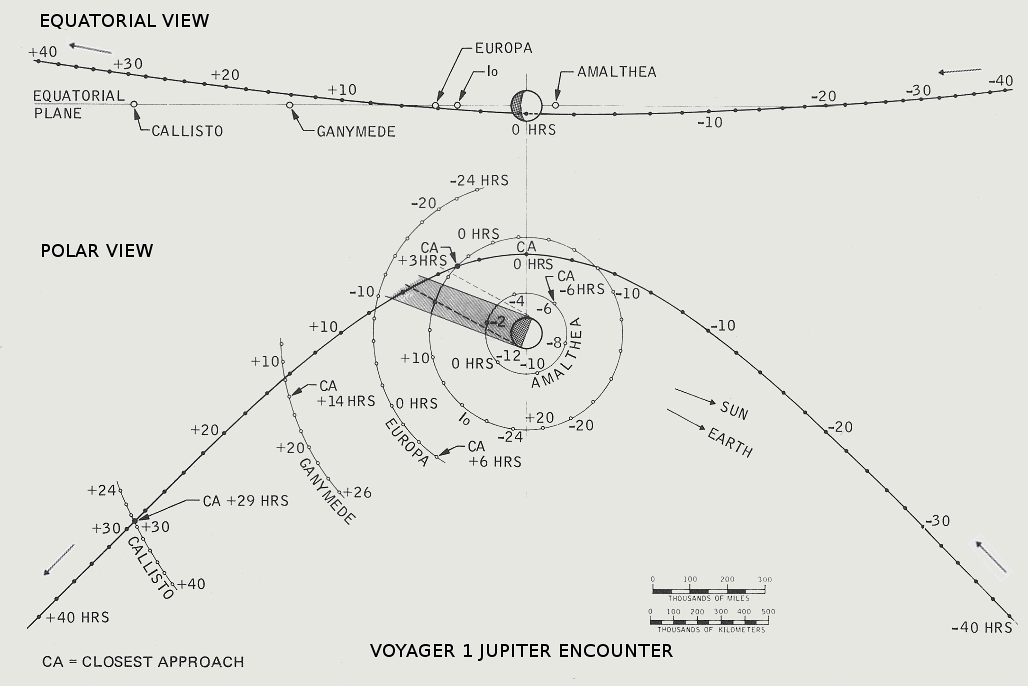
Trajektoria przelotu Voyagera 1 przez układ Jowisza

W kwietniu 1978 roku, znajdując się w odległości 265 mln km od Jowisza, sonda zaczęła wykonywać pierwsze fotografie tej planety. Faza obserwacji Jowisza oficjalnie rozpoczęła się 4 stycznia 1979 roku 10 lutego Voyager 1 przekroczył orbitę Sinope, najbardziej odległego, spośród ówcześnie znanych, księżyca planety. 28 lutego sonda osiągnęła granice jowiszowej magnetosfery. W tym czasie rozmiar magnetosfery planety podlegał gwałtownym fluktuacjom, co spowodowało, że dopiero 3 marca sonda po raz ostatni przekroczyła magnetopauzę.
5 marca 1979 roku o 12:05:26 UTC Voyager 1 zbliżył się do Jowisza na najmniejszą odległość, wynoszącą 348 890 km od centrum planety, około 280 000 km od szczytów chmur. 5 marca sonda przeleciała także kolejno obok Amaltei (minimalna odległość 420 200 km), Io (20 570 km) i Europy (733 760 km). 6 marca Voyager 1 zbliżył się do Ganimedesa na odległość 114 710 km i do księżyca Kallisto na odległość 126 400 km.
Oddalając się od Jowisza, 20 marca sonda opuściła obszar jego magnetosfery, a 13 kwietnia 1979 roku zakończona została faza obserwacji planety. Dokonany podczas przelotu obok Jowisza manewr asysty grawitacyjnej zmienił orbitę Voyagera 1 na prowadzącą do Saturna orbitę hiperboliczną.
Sonda odkryła czynne wulkany na Io (było to pierwsze odkrycie aktywnego wulkanizmu poza Ziemią), obecność pierścienia wokół Jowisza, zorze polarne i potężne wyładowania atmosferyczne na planecie. Zbadano strukturę i dynamikę atmosfery Jowisza, zawartość w niej helu i wielu związków chemicznych. Poznano wiele szczegółów struktury magnetosfery. Sonda po raz pierwszy ukazała szczegóły morfologii powierzchni i budowy geologicznej największych księżyców planety. Na przekazanych zdjęciach odkryto także dwa niewielkie księżyce – Tebe i Metis. Łącznie sonda wykonała około 18 tysięcy fotografii Jowisza, jego księżyców i pierścienia.

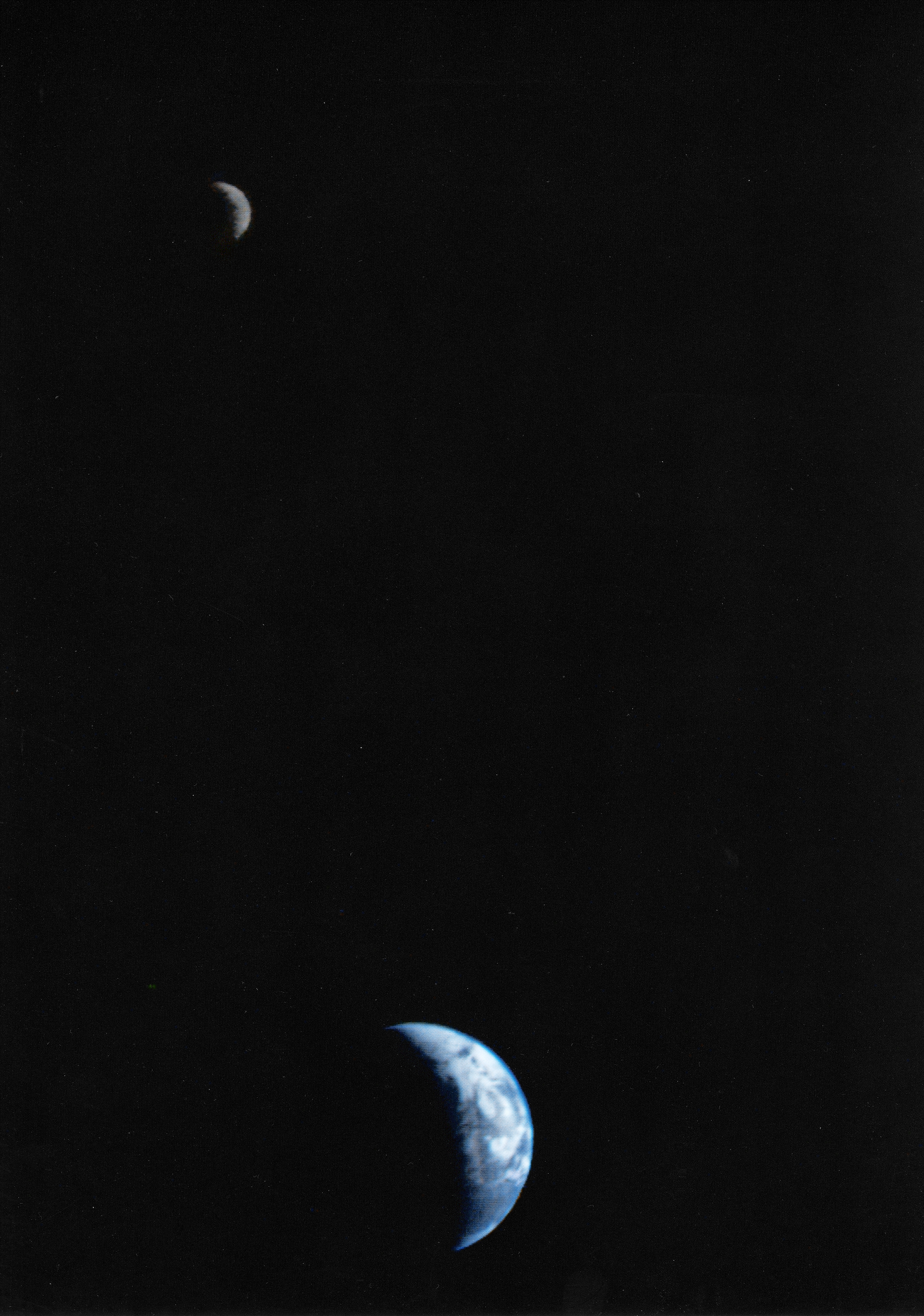
Ziemia i Księżyc widziane przez Voyagera 1
Film wykonany podczas zbliżania się sondy do Jowisza
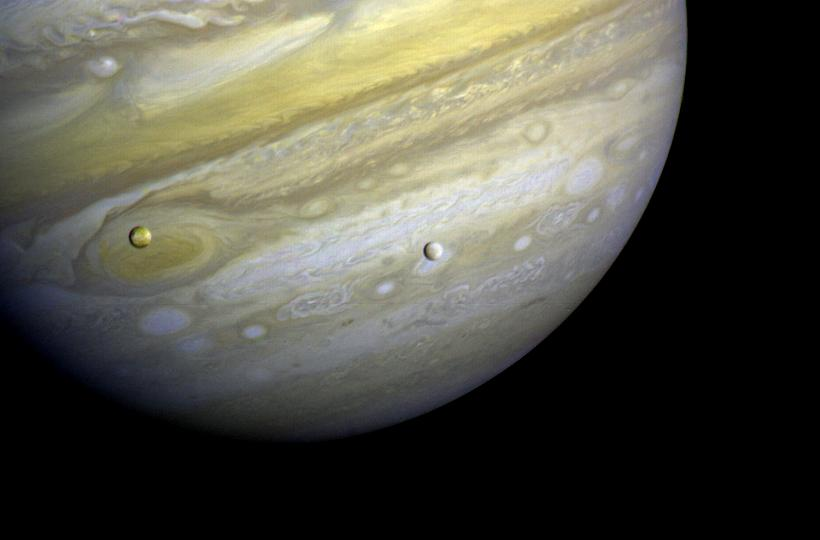
Jowisz z Io i Europą na tle swej tarczy
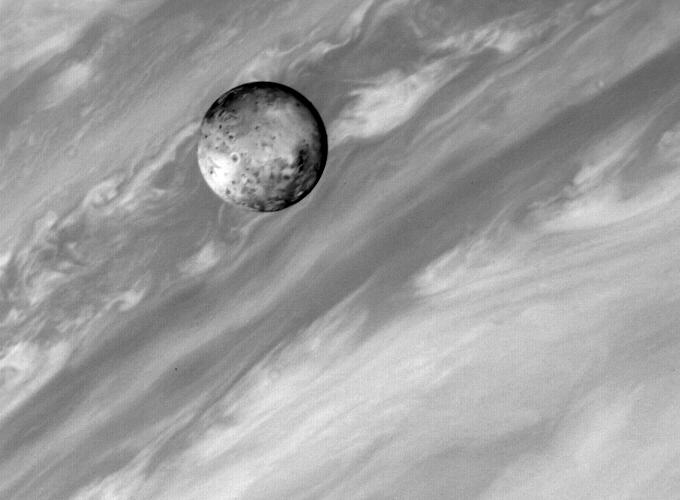
Io na tle jowiszowych chmur
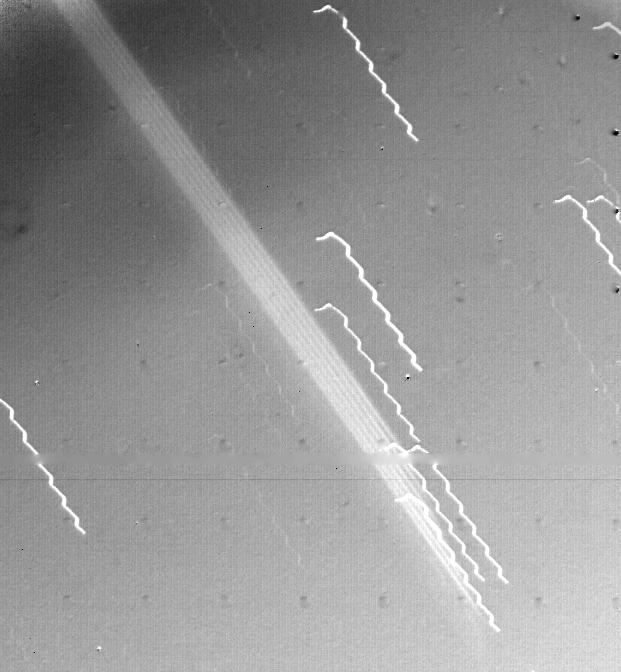
Zdjęcie, na którym odkryto pierścień Jowisza
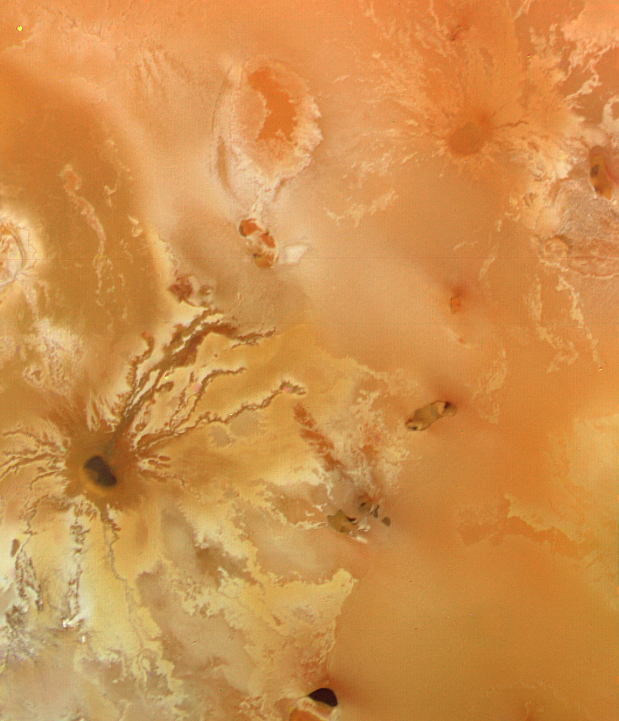
Powierzchnia Io z widocznym kraterem wulkanicznym
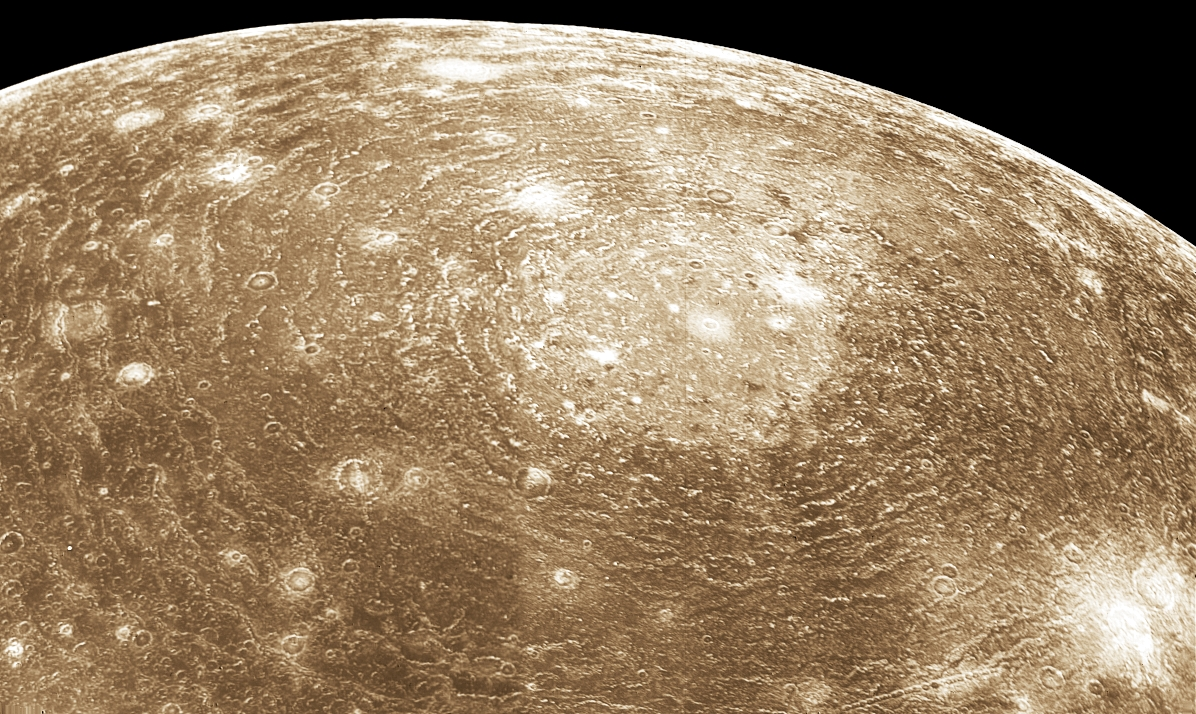
Basen wielopierścieniowy Valhalla na Kallisto
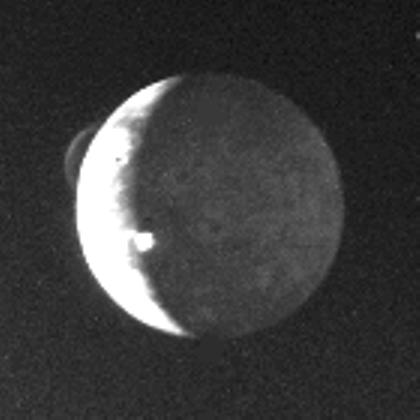
Odkrycie erupcji wulkanicznych na Io

### Saturn

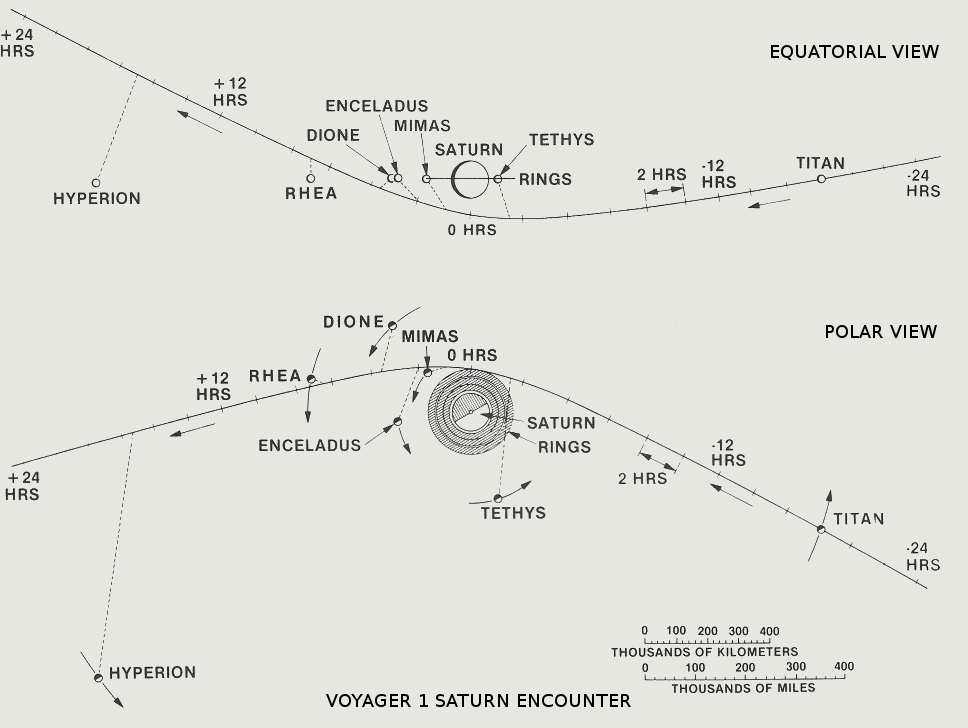
Trajektoria przelotu Voyagera 1 przez układ Saturna

Po minięciu Jowisza, sonda 9 kwietnia 1979 roku wykonała pierwszy manewr korekcji trajektorii, by umożliwić bliski przelot obok Tytana. Następny manewr 10 października 1979 roku zapewnił, żeby sonda nie uderzyła w powierzchnię tego księżyca. Na początku stycznia 1980 roku instrument radioastronomiczny (PRA) zaczął odbierać impulsy radiowe pochodzące z Saturna. 23 sierpnia Voyager 1 zaczął wykonywać pierwsze fotografie planety. 12 listopada sonda osiągnęła granice magnetosfery Saturna.
12 listopada 1980 roku o 05:41 UTC Voyager 1 zbliżył się do Tytana na najmniejszą odległość, wynoszącą 6498 km od centrum księżyca, przelatując około 4000 km od szczytów skrywających go mgieł. Następnie sonda zbliżyła się do księżyca Tethys na odległość 415 532 km. Największe zbliżenie do Saturna miało miejsce 12 listopada o 23:45:43 UTC w odległości 184 141 km od centrum planety, około 124 000 km nad szczytami chmur. 13 listopada sonda przeleciała kolejno obok Mimasa (minimalna odległość 88 406 km), Enceladusa (201 934 km), Dione (161 499 km), Rei (73 985 km) i Hyperiona (870 823 km). Oddalając się od Saturna, 16 listopada sonda opuściła obszar jego magnetosfery.
Głównym składnikiem atmosfery Tytana okazał się być azot, a warstwy chmur i mgieł całkowicie zakrywają jego powierzchnię. Ustalono wartości ciśnienia atmosferycznego i temperatury panującej na Tytanie. W przypadku innych księżyców uzyskano po raz pierwszy obrazy ich powierzchni. Fotografie systemu pierścieni planety ukazały ich niezwykle skomplikowaną, złożoną z tysięcy elementów strukturę. Nad powierzchnią pierścienia B zauważono ciemne radialne struktury, nazywane szprychami. Zbadano strukturę i dynamikę atmosfery planety, zawartość w niej helu i wielu związków chemicznych, odkryto obecność zórz polarnych. Poznano wiele szczegółów struktury magnetosfery. Na przekazanych zdjęciach odkryto także trzy niewielkie księżyce – Atlas, Prometeusz i Pandora. Łącznie sonda wykonała około 16 tysięcy fotografii Saturna, jego księżyców i pierścieni.

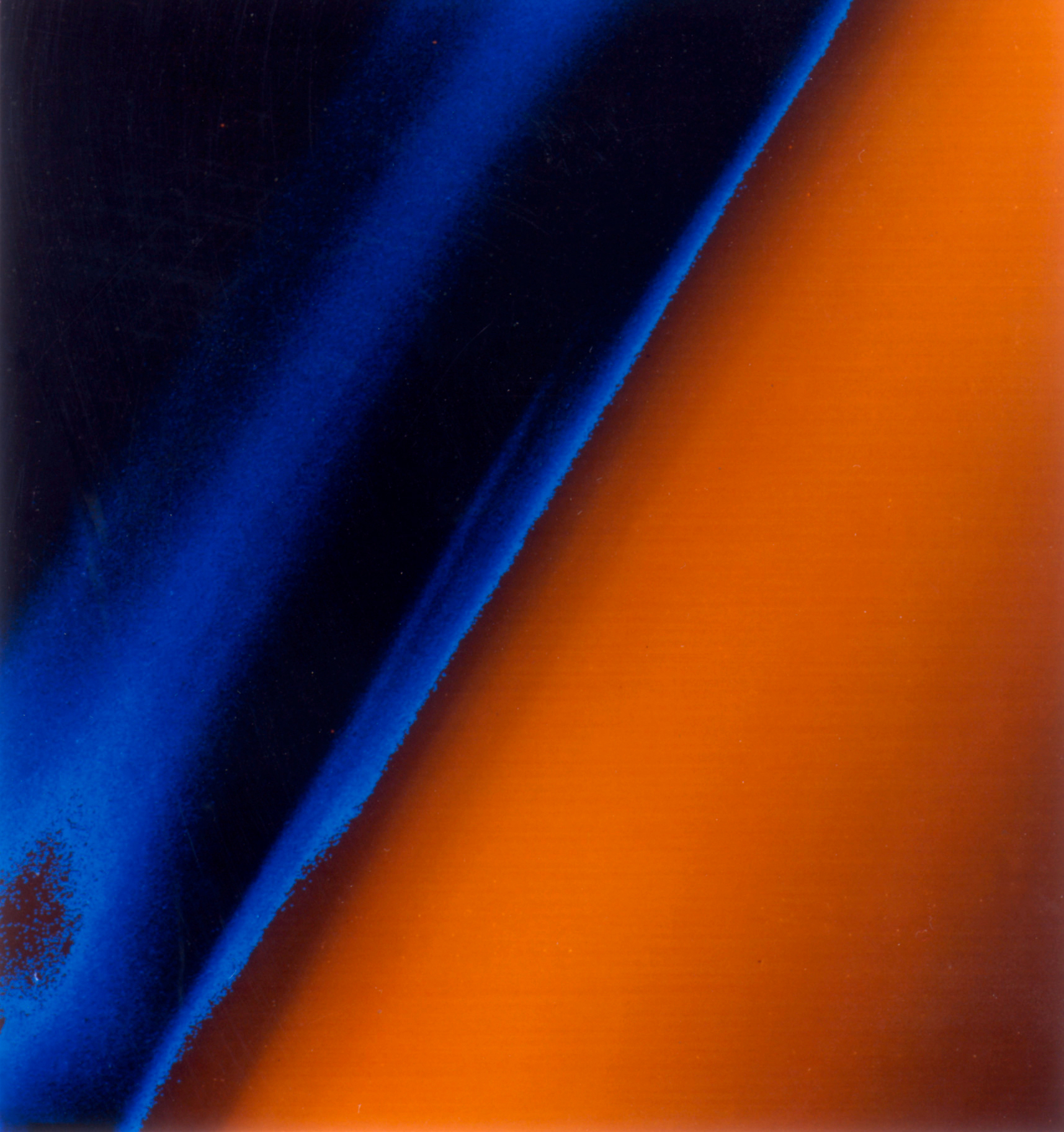
Warstwy mgieł nad Tytanem
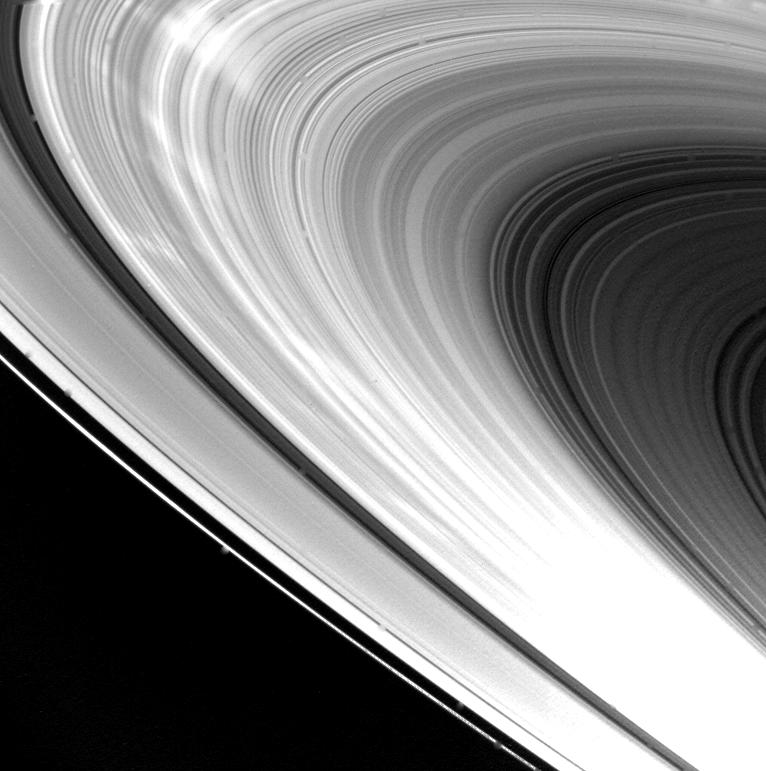
System pierścieni Saturna
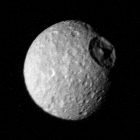
Mimas. Widoczny krater Herschel
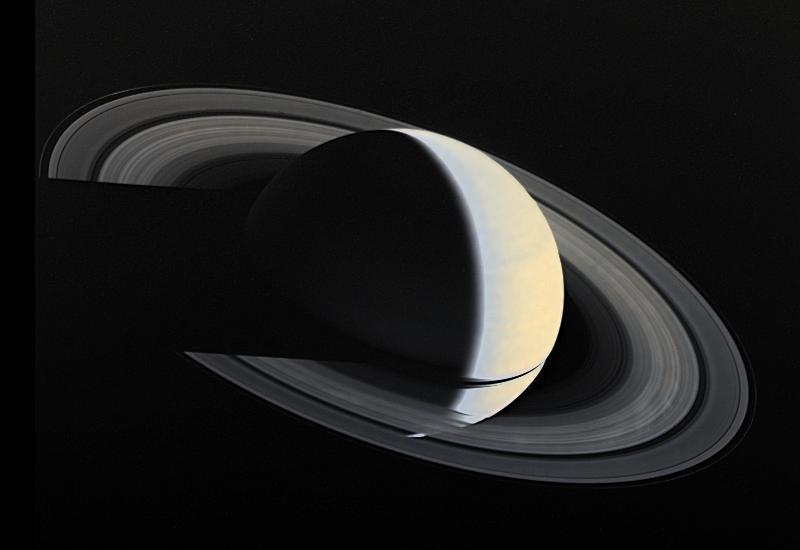
Zdjęcie Saturna i jego pierścieni wykonane po minięciu przez sondę orbity planety

## Voyager Interstellar Mission

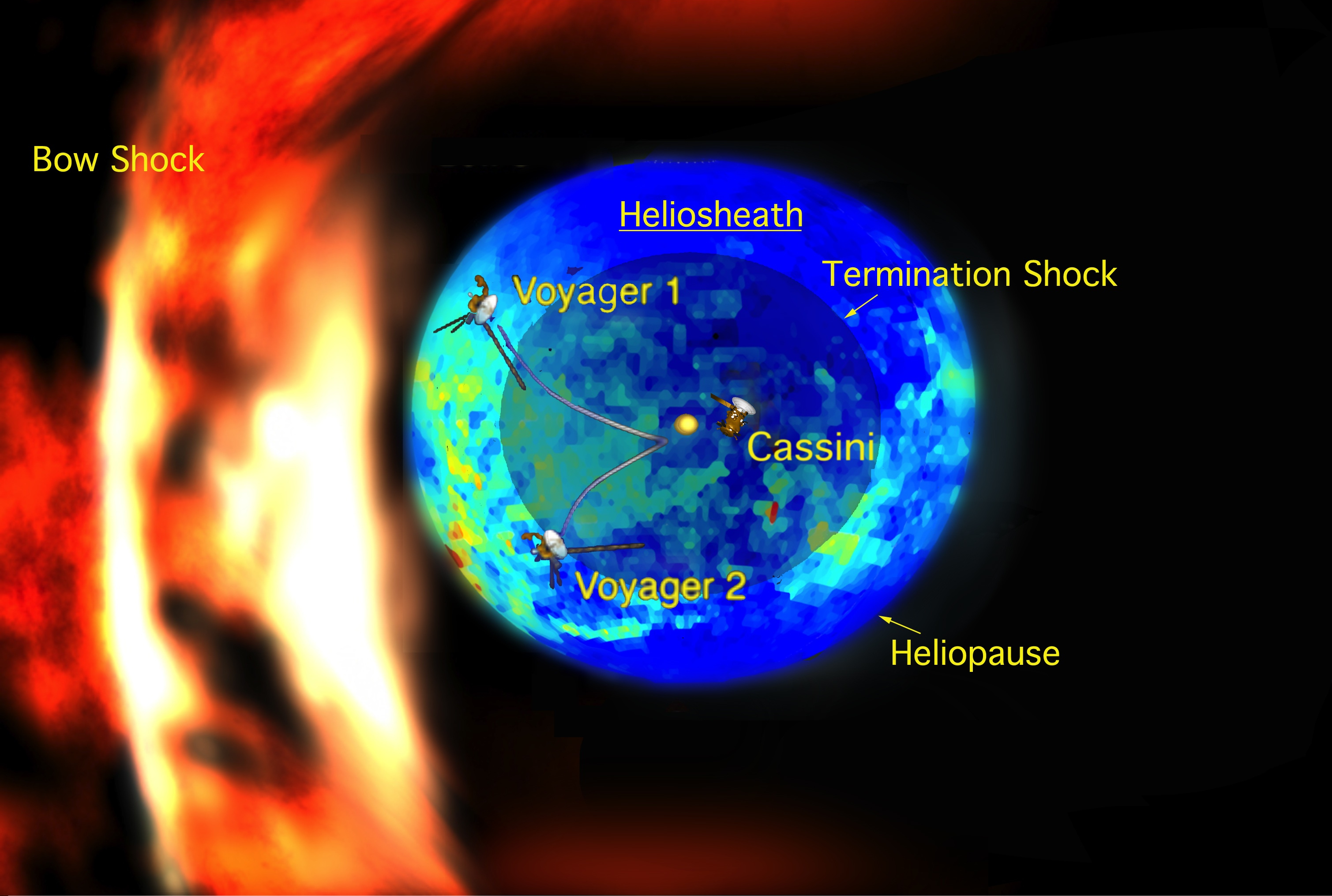
Schemat heliosfery z zaznaczonymi pozycjami sond Voyager

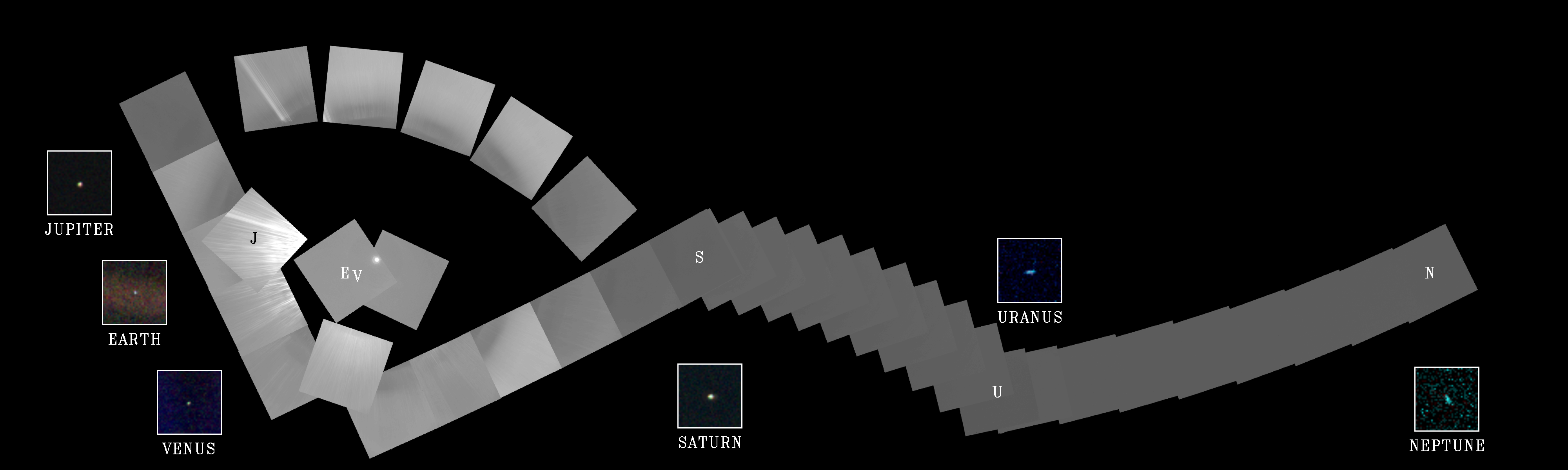
Mozaika zdjęć Układu Słonecznego wykonana przez Voyagera 1 z odległości 40 au od Słońca

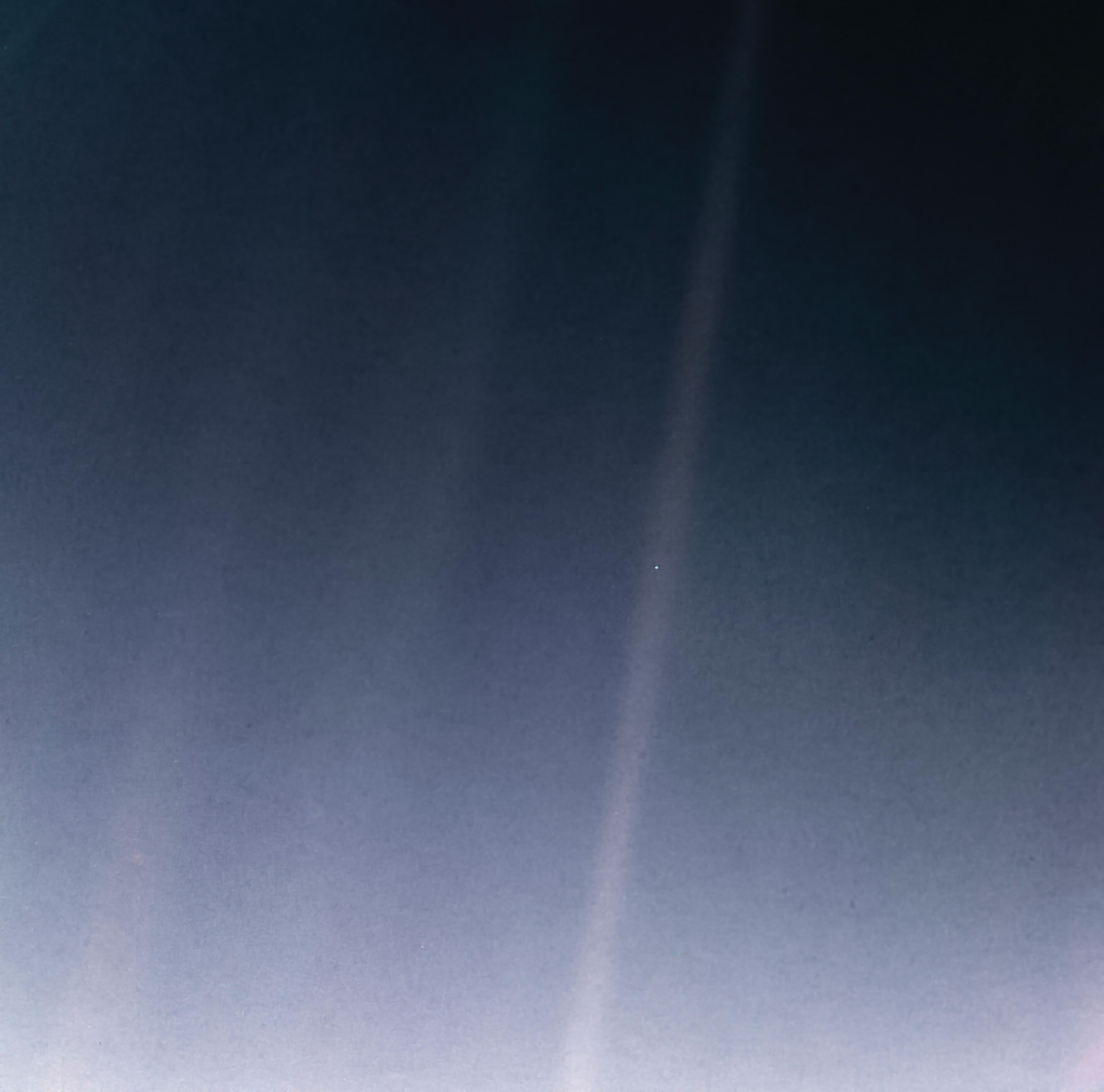
Najdalsze zdjęcie Ziemi z kosmosu

Przelot obok Saturna zmienił tor lotu Voyagera 1 na, prowadzącą poza Układ Słoneczny, orbitę hiperboliczną o nachyleniu 35° na północ od płaszczyzny ekliptyki i mimośrodzie 3,72. Od tego czasu sonda wykonuje pomiary wiatru słonecznego, pól magnetycznych i promieni kosmicznych. Spektrometr UVS wykorzystywany był do obserwacji astronomicznych w ultrafiolecie. Po minięciu przez sondę Voyager 2 Neptuna, NASA oficjalnie przemianowała 1 stycznia 1990 roku misje obydwu sond Voyager na Voyager Interstellar Mission (Misja Międzygwiezdna Voyagera). Jej głównym zadaniem jest zbadanie krańcowych obszarów heliosfery, w tym dotarcie do heliopauzy.
14 lutego 1990 roku Voyager 1 po raz ostatni uruchomił swoje kamery i wykonał serię zdjęć ukazujących Słońce i planety, w tym Ziemię. 17 lutego 1998 roku sonda znalazła się w większej odległości od Słońca (69,4 au), niż wystrzelony w 1972 roku Pioneer 10. Tym samym Voyager 1 stał się najodleglejszym skonstruowanym przez człowieka obiektem w kosmosie.
16 grudnia 2004 roku, w odległości 94,01 au od Słońca, Voyager 1 przekroczył granicę szoku końcowego heliosfery i znalazł się w obszarze płaszcza Układu Słonecznego.
15 sierpnia 2006 roku sonda dotarła na odległość 100 au od Słońca.
W maju 2012 roku instrumenty Voyagera 1 zaczęły rejestrować szybki wzrost natężenia promieniowania kosmicznego pochodzenia galaktycznego, co było interpretowane jako oznaka zbliżania się sondy do heliopauzy.
Pomiędzy 28 lipca a 25 sierpnia 2012 roku sonda pięciokrotnie przekraczała granicę nowego obszaru, charakteryzującego się gwałtownym spadkiem liczby cząstek pochodzących z wiatru słonecznego, przy jednoczesnym dalszym wzroście natężenia promieniowania kosmicznego pochodzącego z przestrzeni międzygwiezdnej. Jednocześnie wzrosło natężenie otaczającego pola magnetycznego, przy niezmienionej jego orientacji. Początkowo zespół naukowy misji ogłosił, że sonda znajduje się w nieznanym uprzednio obszarze krańcowym heliosfery, w którym linie słonecznego pola magnetycznego są połączone z liniami pola międzygwiezdnego. Dodatkowe pomiary gęstości plazmy elektronowej otaczającej sondę, wykonane przez odbiornik fal plazmowych (PWS), wykazały wzrost jej wartości do spodziewanej w przestrzeni międzygwiezdnej. We wrześniu 2013 roku NASA oficjalnie ogłosiła, że 25 sierpnia 2012 roku, w odległości 121,7 au od Słońca, sonda Voyager 1 przekroczyła heliopauzę i znalazła się w przestrzeni międzygwiezdnej.
14 listopada 2023 roku Voyager 1 przestał transmitować na Ziemię czytelne dane naukowe i inżynieryjne, mimo że kontrolerzy misji mogli stwierdzić, że sonda nadal otrzymuje polecenia i poza tym działa normalnie. W marcu 2024 roku zespół inżynierów w Jet Propulsion Laboratory potwierdził, że problem jest powiązany z jednym z trzech komputerów pokładowych sondy – podsystemem danych lotu (FDS). FDS jest odpowiedzialny za pakowanie danych naukowych i inżynieryjnych przed wysłaniem ich na Ziemię. FDS nie komunikował się prawidłowo z modułem modulacji telemetrii (TMU), który zaczął przesyłać powtarzającą się sekwencję jedynek i zer, wskazując, że system uległ zawieszeniu. Zespół odkrył, że pojedynczy chip odpowiedzialny za przechowywanie części pamięci – w tym kodu oprogramowania komputera FDS – nie działa. Utrata kodu sprawiła, że dane naukowe i inżynieryjne stały się bezużyteczne.
Ponieważ pamięć jest uszkodzona, kod z wadliwego układu pamięci FDS musiał zostać przeniesiony. 20 kwietnia 2024 roku  sonda zaczęła przesyłać użyteczne dane inżynieryjne dotyczące stanu systemów pokładowych. 17 maja zespół wysłał polecenia, które umożliwiły Voyagerowi wznowienie transmisji danych naukowych z dwóch instrumentów – magnetometru (MAG) i podsystemu fal plazmowych (PWS). 13 czerwca NASA potwierdziła, że sonda przesyła już dane ze wszystkich czterech aktywnych instrumentów: podsystemu promieniowania kosmicznego (CRS), detektora cząstek naładowanych o niskiej energii (LECP), MAG i PWS. 25 lutego 2025 wyłączono CRS celem oszczędzania energii. 
18 lipca 2025 roku Voyager 1 znajdował się w odległości ponad 25 mln  km (167,7 au) od Słońca, w punkcie o współrzędnych równikowych: deklinacja (J2000) +12° 25′, rektascensja (J2000) 17h 15m i szerokości ekliptycznej 35°. Sonda oddalała się od Słońca z prędkością ok. 17 tys. m/s (czyli ok. 61 tys. km/h = 3,57 au rocznie) w kierunku gwiazdozbioru Wężownika.
Przewiduje się, że wytwarzana przez generatory MHW-RTG energia wystarczy do utrzymania pracy ostatnich instrumentów naukowych na pokładzie sondy do około 2025 roku. 

## Przyszłość sondy

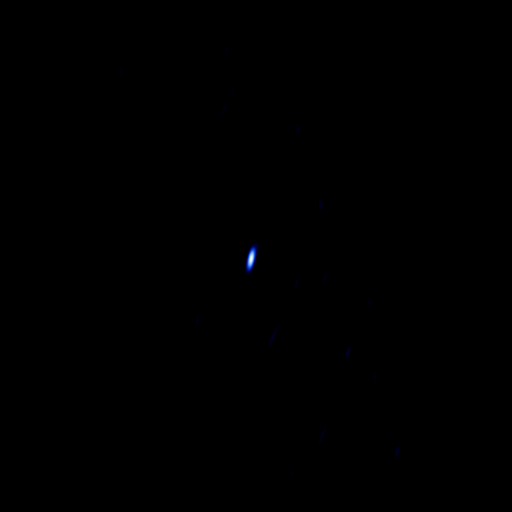
Zdjęcie sygnału radiowego otrzymanego z sondy 21 lutego 2013

### Obłok Oorta
Za 300 lat Voyager 1 dotrze do Obłoku Oorta, a jego przebycie zajmie mu 30 000 lat. Jeśli sonda nie zostanie zniszczona, za około 18 000 lat Voyager 1 oddali się od Słońca na odległość 1 roku świetlnego. W roku 40 272 sonda minie gwiazdę Gliese 445 (AC+79 3888) w gwiazdozbiorze Żyrafy w najmniejszej odległości wynoszącej 1,64 roku świetlnego. Prędkość radialna Gliese 445 wynosi −119 km/s i gwiazda ta zbliża się obecnie do Słońca oraz do Voyagera. NASA stwierdziła, iż „sondy Voyager będą – prawdopodobnie wiecznie – przemierzać Drogę Mleczną”.

### Voyager 1 i New Horizons
Jeżeli Voyager 1 nie zderzy się z innym obiektem ani nie zostanie przechwycony, nigdy nie zostanie „wyprzedzony” przez sondę New Horizons, pomimo iż została ona wysłana z Ziemi z większą prędkością początkową od obu sond Voyager. New Horizons leci z prędkością ok. 15 km/s, czyli 2 km/s wolniej od Voyagera 1 i wciąż zwalnia. Gdy New Horizons osiągnie dystans 100 AU (co nastąpi w roku 2038), jej prędkość będzie wynosić ok. 13 km/s.
| Rok       | Zakończenie pracy poszczególnych urządzeń sondy w wyniku wyczerpania energii elektrycznej |
| --------- | --- |
| 2007      | Zakończenie pracy detektora plazmy (PLS) |
| 2008      | Wyłączenie odbiornika radioastronomicznego (PRA) |
| 2015      | Zakończenie obserwacji prowadzonych za pomocą spektrometru ultrafioletu (UVS) |
| ok. 2017  | Zakończenie operacji żyroskopowych |
| ok. 2018  | Zakończenie pracy nagrywarki danych (DTR) – spowodowane ograniczoną możliwością odbioru danych z prędkością 1,4 kbit/s za pomocą naziemnych anten o wymiarach 70 i 34 m (jest to minimalna wartość z jaką DTR może odczytywać dane).                                                                    |
| 2020      | Nastąpi wyłączanie instrumentów naukowych. Kolejność nie jest ustalona (stan na dzień 18 października 2010), lecz przewiduje się, iż detektor cząstek naładowanych o niskiej energii (LECP), detektor promieniowania kosmicznego (CRS), magnetometr i odbiornik fal plazmowych (PWS) wciąż będą działać |
| 2025–2030 | Sonda nie będzie w stanie zapewnić zasilania żadnemu z urządzeń na pokładzie. |

## Kierownictwo i koszty misji

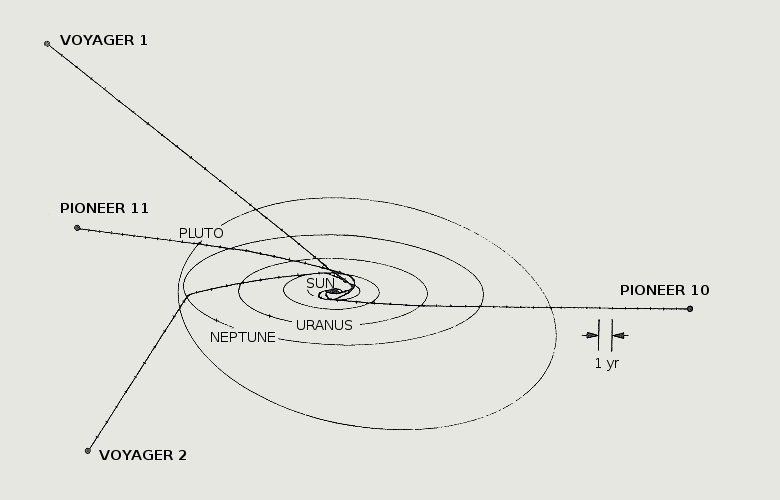
Trajektorie sond Voyager i Pioneer opuszczających Układ Słoneczny

Misje obydwu sond Voyager są prowadzone dla NASA przez Jet Propulsion Laboratory w Pasadenie. Stanowisko kierownika projektu Voyager (Project Manager) pełnili kolejno: H.M. „Bud” Schurmeier (1972-76), John
Casani (1976-77), Robert Parks (1978-79), Raymond Heacock (1979-81), Esker Davis (1981-82), Richard Laeser (1982-86),
Norman Haynes (1987-89), George Textor (1989-97), Ed Massey (1998–2010) i Suzanne Dodd (od 2010 roku).
Głównym naukowcem projektu (Project Scientist) jest od 1972 roku prof. Edward C. Stone z California Institute of Technology w Pasadenie. Zastępcą naukowca projektu podczas przelotów obok Jowisza był dr Arthur L. Lane, a podczas przelotów obok Saturna oraz (dla Voyagera 2) Urana i Neptuna dr Ellis D. Miner.
Całkowite koszty misji obydwu sond Voyager, w tym koszty startu, do minięcia Neptuna, wyniosły 865 milionów USD, a koszty misji międzygwiezdnej, do września 2013 roku – dalsze 123 mln USD.